# Sangkanjaya
Sangkanjaya is een bestuurslaag in het regentschap Tegal van de provincie Midden-Java, Indonesië. Sangkanjaya telt 666 inwoners (volkstelling 2010).